# جسی ولاسکوئز
جسی ولاسکوئز (انگلیسی: Jaci Velasquez؛ زادهٔ ۱۵ اکتبر ۱۹۷۹) یک موسیقی‌دان اهل ایالات متحده آمریکا است.
 وی از سال ۱۹۹۲ میلادی تاکنون مشغول فعالیت بوده‌است.